# شين تسه مين
شين تسه مين (23 يونيو 1900 - 20 نوفمبر 1933) (بالصينية: 沈泽民) هو سياسي صيني. عضو في مجموعة البلاشفة ال 28. الرئيس السابق لدائرة الدعاية باللجنة المركزية للحزب الشيوعي الصيني.
درس في جامعة شانغهاي اليسارية، وتزوج طالبته تشانغ تشينكيو في عام 1924. في أواخر عام 1925 وأوائل عام 1926، ذهب شين وتشانغ إلى الاتحاد السوفياتي للالتحاق بجامعة موسكو سون يات سين.
في يناير 1931، تم تعيين شين تسه مين سكرتيرا للحزب الشيوعي الصيني لمنطقة الحدود في مقاطعات خوبي وخنان وآنهوي. وتوفي هناك بعد عامين من مرض الرئة.

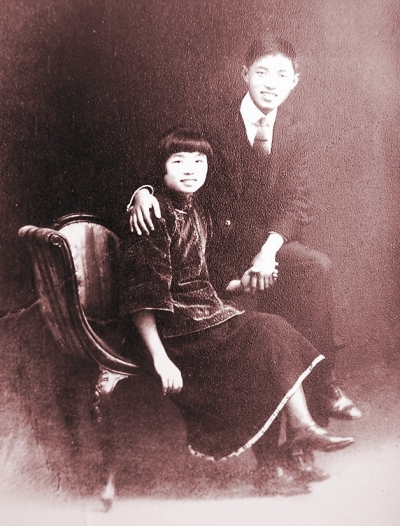
شين تسه مين وتشانغ تشينكيو في صورة الزفاف